# 尾張旭市立東栄小学校
尾張旭市立東栄小学校（おわりあさひしりつ とうえいしょうがっこう）は愛知県尾張旭市東栄町にある公立の小学校。

## 概要
- 1950年（昭和25年）に設置された旭町立旭小学校東部分校が独立した小学校である。
- 校区は大字新居（一部）、旭台、柏井町（一部）、三郷町（一部）、東栄町、根の鼻町、東大久手町2-4丁目、北原山町（一部）、南原山町（一部）であり、児童は尾張旭市立東中学校に進学する[1][2]。

## 沿革
- 1950年（昭和25年）4月 - 旭町立旭小学校東部分校として設置される。
- 1952年（昭和27年）4月 - 独立し、旭町立東栄小学校として開校する。
- 1965年（昭和40年） - 現在地に校舎、体育館、プールを新築し、移転。
- 1970年（昭和45年）12月1日 - 尾張旭町に改称。市制施行し、尾張旭市となる。同時に尾張旭市立東栄小学校に改称する。
- 1971年（昭和46年） - 校舎を増築する。
- 1979年（昭和54年）4月 - 尾張旭市立旭丘小学校を分離する。
- 1982年（昭和57年）4月 - 尾張旭市立三郷小学校を分離する。

## 交通アクセス
- 名鉄瀬戸線三郷駅下車、徒歩約7分。

## 周辺施設
- 愛知県立瀬戸高等学校
- 尾張旭市立東中学校
- 尾張旭市立旭丘小学校
- 尾張旭市立三郷小学校
- 三郷駅

## 著名な卒業生
- 水野義則（政治家、尾張旭市長、尾張旭市議会議員）
- 磯村亮太（プロサッカー選手）